# Thomas Curtis
Thomas Pelham „Tom” Curtis (ur. 9 stycznia 1873 w San Francisco, zm. 23 maja 1944 w Nahant) – amerykański sportowiec, uczestnik i mistrz I Nowożytnych Igrzysk Olimpijskich w biegu na 110 metrów przez płotki.
Podczas igrzysk olimpijskich 1896 w Atenach wygrał swój bieg eliminacyjny w biegu na 100 metrów z czasem 12,2 s, jednak zrezygnował z udziału w finale na rzecz biegu finałowego na 110 metrów przez płotki. W biegu wystartowało tylko dwóch zawodników (pozostali zrezygnowali): Curtis oraz Brytyjczyk Grantley Goulding. Goulding miał wyraźnie lepszą technikę pokonywania płotków, ale był wolniejszy od Curtisa. Na ostatnim płotku prowadził Goulding, lecz na linii mety Curtis wyprzedził go o ok. 5 cm.

## Wyniki podczas igrzysk

### Ateny 1896
| * Bieg na 110 metrów przez płotki | Złoty medal     |
| * Bieg na 100 metrów              | nie wystartował |

## Rekordy życiowe
- Bieg na 100 metrów – 12,2 s (1896)
- Bieg na 110 metrów przez płotki – 17,6 s (1896)